# اکین‌اوا (قزل‌اورن)
اکین‌اوا (به ترکی استانبولی: Ekinova) یک منطقهٔ مسکونی در ترکیه است که در قزل‌اورن واقع شده‌است.